# Subdolis ite obviam
Subdolis ite obviam è una locuzione in lingua latina il cui significato è - in senso lato - Andate contro i cattivi.
La frase va resa infatti, e in maniera più centrata, con: opponetevi (ite ob-viam = andate a sbarrare la via) agli ingannatori (= a chi vi lusinga in modo subdolo).
Questa locuzione compare nella Fabula VIII - De oraculo Apollinis. dello scrittore latino Fedro. La favola contiene una serie di raccomandazioni morali che l'autore fa pronunciare all'oracolo di Delo, sacro nella mitologia al dio Apollo.